# 安特耶·魏特哈斯

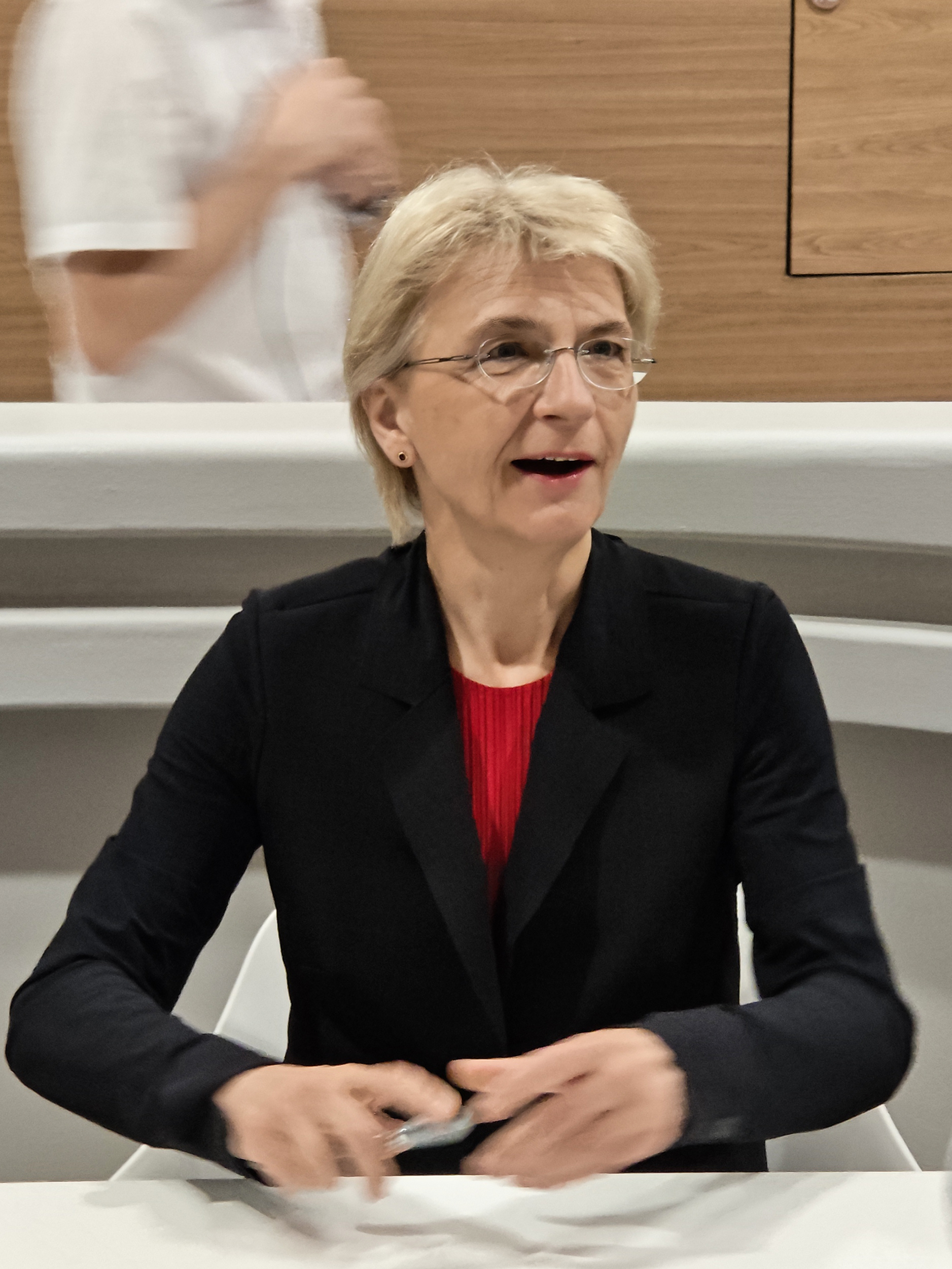
2025年

安特耶·魏特哈斯（1966年—）是一位德国古典小提琴家。

## 生平
魏特哈斯出生于古本，曾就读于柏林汉斯·艾斯勒音乐学院。1987年她在格拉茨赢得克莱斯勒国际小提琴比赛（Kreisler-Wettbewerb），此后相继在1988年莱比锡巴赫国际音乐大赛和1991年汉诺威约瑟夫·约阿希姆国际小提琴比赛中获奖。魏特哈斯曾在柏林艺术大学任教多年，2004年转至柏林汉斯·艾斯勒音乐学院担任教授。自2017年起，她同时在克隆伯格学院任教。2019年起，担任约阿希姆国际小提琴比赛艺术总监一职。

## 职业生涯
除了举办独奏音乐会和参与室内乐演出外，魏特哈斯长期与欧洲、亚洲和美国多支主流乐团合作演出，曾合作的乐团包括柏林德意志交响乐团、班贝格交响乐团、洛杉矶爱乐乐团、旧金山交响乐团、爱乐管弦乐团、BBC交响乐团，以及荷兰、斯堪的纳维亚和亚洲的多支乐团。合作过的指挥家包括弗拉基米尔·阿什肯纳齐、内维尔·马里纳、马克·阿尔布雷希特、雅科夫·克莱兹伯格、萨卡里·奥拉莫和卡洛斯·卡尔马等。其室内乐演奏的核心团体是阿坎托四重奏（Arcanto Quartet），其他成员包括丹尼尔·塞佩克（Daniel Sepec）、塔贝亚·齐默尔曼和让-吉安·凯拉斯。她为Harmonia Mundi厂牌录制的作品包括巴托克、勃拉姆斯、拉威尔、亨利·杜蒂耶、德彪西和舒伯特的作品。
魏特哈斯与钢琴家西尔克·阿文豪斯（Silke Avenhaus）长期保持合作，两人录制了五张专辑，曲目涵盖舒伯特、勃拉姆斯、门德尔松、德沃夏克、约瑟夫·苏克及法国作曲家作品，由CAvi-Music厂牌发行。作为伯尔尼室内乐团的音乐总监，魏特哈斯为该团成立50周年特别录制了两部贝多芬作品：第11号弦乐四重奏和理查德·托涅蒂改编的《克鲁采奏鸣曲》。
其他室内乐合作伙伴包括大提琴家克莱门斯·哈根、单簧管演奏家沙龙·卡姆、小提琴家克里斯蒂安·特兹拉夫、大提琴家塔尼娅·特兹拉夫，以及钢琴家拉斯·沃格特。魏特哈斯是海姆巴赫室内音乐节的核心艺术家之一。她与阿文豪斯、圆号演奏家玛丽-路易斯·诺伊克还组成三重奏组合。
魏特哈斯使用的是一把2001年的彼得·格赖纳小提琴。

## 协奏曲目
魏特哈斯的协奏曲保留曲目涵盖莫扎特、贝多芬、舒曼的古典作品，约尔格·威德曼的第一协奏曲等当代作品，肖斯塔科维奇、普罗科菲耶夫、格奥尔格·哈特曼和利盖蒂的当代古典作品，以及科恩戈尔德、奥特马·舍克、古拜杜林娜等的较少上演的协奏曲。